# Veljko Uskoković
Veljko Uskoković (in montenegrino Вељко Ускоковић; Cetinje, 29 marzo 1971) è un ex pallanuotista montenegrino, vincitore di una medaglia di bronzo alle olimpiadi di Sydney 2000, di tre medaglie d'oro agli europei e di un argento ai mondiali di Fukuoka 2001. Dopo gli inizi al Becej, dove vince tre campionati jugoslavi, quattro Coppe di Jugoslavia e la Coppa dei Campioni, si trasferisce al Budva, con cui conquista il campionato montenegrino. Ha giocato anche in Italia con le calottine di Camogli (dove vince la Coppa Comen), Catania, Palermo e Salerno. Dopo aver allenato Primorac e Cattaro, dal 2016 allena le giovanili del Montenegro.